# Jovan Miladinović
Jovan Miladinović est un footballeur international yougoslave né le 30 janvier 1939 à Belgrade et mort dans cette même ville le 11 septembre 1982.

## Carrière

### Carrière de joueur
- 1956-1966 : FK Partizan Belgrade
- 1966-1967 : FC Nuremberg

### Carrière d'entraîneur
- 1976 : FK Partizan Belgrade
- 1979 : FK Partizan Belgrade

## Palmarès
- 17 sélections en équipe de Yougoslavie
- Finaliste du Championnat d'Europe des Nations 1960 avec l'équipe de Yougoslavie
- Finaliste de la Coupe des clubs champions européens en 1966 avec le FK Partizan Belgrade
- Champion de Yougoslavie 1961, 1962, 1963 et 1965 avec le FK Partizan Belgrade